# Jochum Nikolai Müller

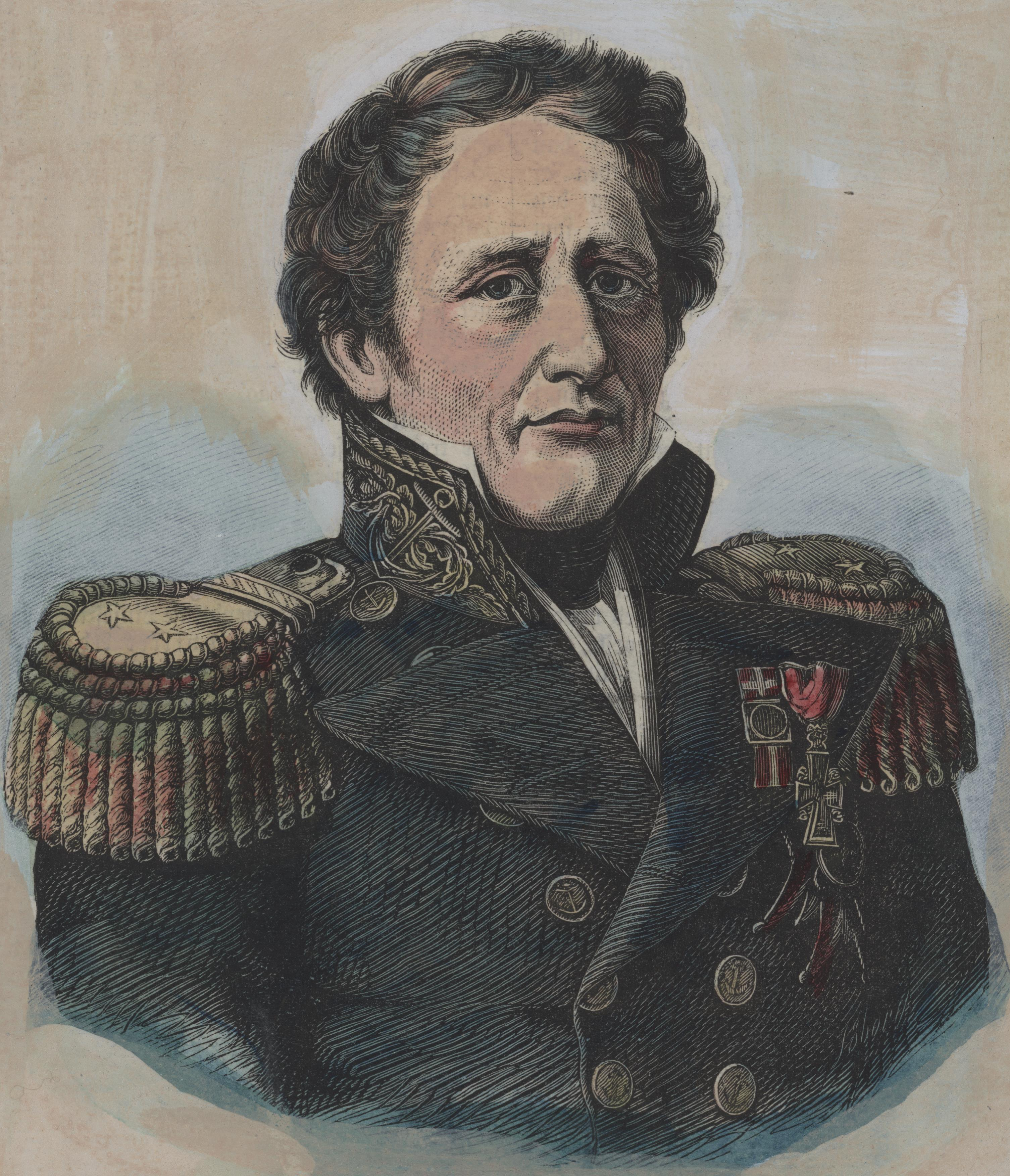

Jochum Nikolai Müller, född 1 februari 1775 i Trondheim, död 2 januari 1848 i Kristiania, var en norsk sjöofficer. Han var farbror till Henrik Jakob Müller.
Müller blev officer 1796, var med i slaget på Köpenhamns redd 2 april 1801, förde 1810–11 befäl över eskader i norra Norge till skydd mot brittiska kryssare, blev 1817 chef för sjökadettkåren, 1836 konteramiral och överbefälhavare för marinen samt var 1841–45 viceamiral. Han var bland annat ledamot av den första unionskommittén (1839–40).